# Pustelnia św. Tichona w Kałudze
Pustelnia św. Tichona w Kałudze – męski klasztor prawosławny w Kałudze.
Monaster został założony w połowie XV wieku przez późniejszego świętego mnicha Tichona z Kaługi (zm. w 1492, kanonizacja 1551). W XVI stuleciu zyskał opiekę kilku rodów bojarskich (Romanowowie, Łopuchinowie, Borotynscy i Bariatinscy), stał się również znanym ośrodkiem pielgrzymkowym.
Złożony wyłącznie z drewnianych obiektów monaster całkowicie spłonął w okresie wielkiej smuty. Jego odbudowa miała miejsce w 1630. Ponownie kompleks obiektów monasterskich był w całości wzniesiony z drewna; oprócz zabudowań mieszkalnych i gospodarczych w jego skład wszedł sobór Zaśnięcia Matki Bożej, cerkiew Trzech Świętych Hierarchów oraz cerkiew-refektarz św. Mikołaja. Monaster nie odzyskał jednak dawnej świetności i od 1684 do 1764 działał jako filia Monasteru Dońskiego. W latach 1677–1686 dokonano zasadniczej przebudowy kompleksu obiektów klasztornych. Cerkwie Trzech Świętych Hierarchów i Zaśnięcia Matki Bożej zostały rozebrane i zastąpione murowanym soborem Przemienienia Pańskiego. Całość otoczono murem z cerkwią nadbramną.
Na przełomie XVIII i XIX wieku ponownie wzrosło znaczenie pustelni św. Tichona jako ośrodka duchowego, co przełożyło się również na stan materialny klasztoru, należącego w połowie XIX wieku do najbogatszych monasterów guberni kałuskiej. W ostatnich 20 latach dziewiętnastego stulecia ponownie doszło do całkowitej przebudowy monasteru: w 1888 poświęcono nowy sobór Przemienienia Pańskiego, wzniesiony na miejscu poprzedniego, z dwoma ołtarzami bocznymi Włodzimierskiej Ikony Matki Bożej i Narodzenia św. Jana Chrzciciela. W soborze znajdowała się raka z relikwiami św. Tichona z Kaługi. Zbudowano również nowe budynki mieszkalne, szpital z cerkwią Ikony Matki Bożej „Wszystkich Strapionych Radość” oraz cerkiew-refektarz św. Mikołaja. W latach 1892–1894 w sąsiedztwie głównego soboru wzniesiono pięciokondygnacyjną dzwonnicę o wysokości 70 m. W ostatniej kolejności dokonano przebudowy cerkwi Zaśnięcia Matki Bożej, która zyskała wysoką na 40 metrów kopułę ponad nawą główną. Dzwonnica monasterska była widoczna z odległości ok. 20 kilometrów.
Na terenie klasztoru znajdowała się kaplica, w której przechowywano resztki dębu, w którym według tradycji żył pustelnik Tichon z Kaługi. Mnisi opiekowali się również uważanym za święte źródłem położonym w odległości trzech wiorst od klasztoru, nad którym znajdowała się cerkiew Ikony Matki Bożej „Życiodajne Źródło”.
Monaster został zamknięty decyzją władz bolszewickich w 1920 i zaadaptowany na technikum z internatem. Zabudowania klasztorne silnie ucierpiały w czasie II wojny światowej; wojsko ZSRR podjęło również próbę wysadzenia dzwonnicy, będącej punktem orientacyjnym dla niemieckiej artylerii. Gmach nie uległ jednak zniszczeniu po detonacji ładunków wybuchowych. Już po wojnie władze radzieckie nakazały rozbiórkę głównego soboru Przemienienia Pańskiego. Rosyjski Kościół Prawosławny odzyskał monaster dopiero w 1992.